# Ligne B du tramway d'Angers
La ligne B du tramway d'Angers est une ligne de tramway de l'agglomération angevine mise en service le 8 juillet 2023. Elle est d'orientation est-ouest et relie Belle-Beille et Monplaisir via le centre-ville d'Angers.

## Historique du projet

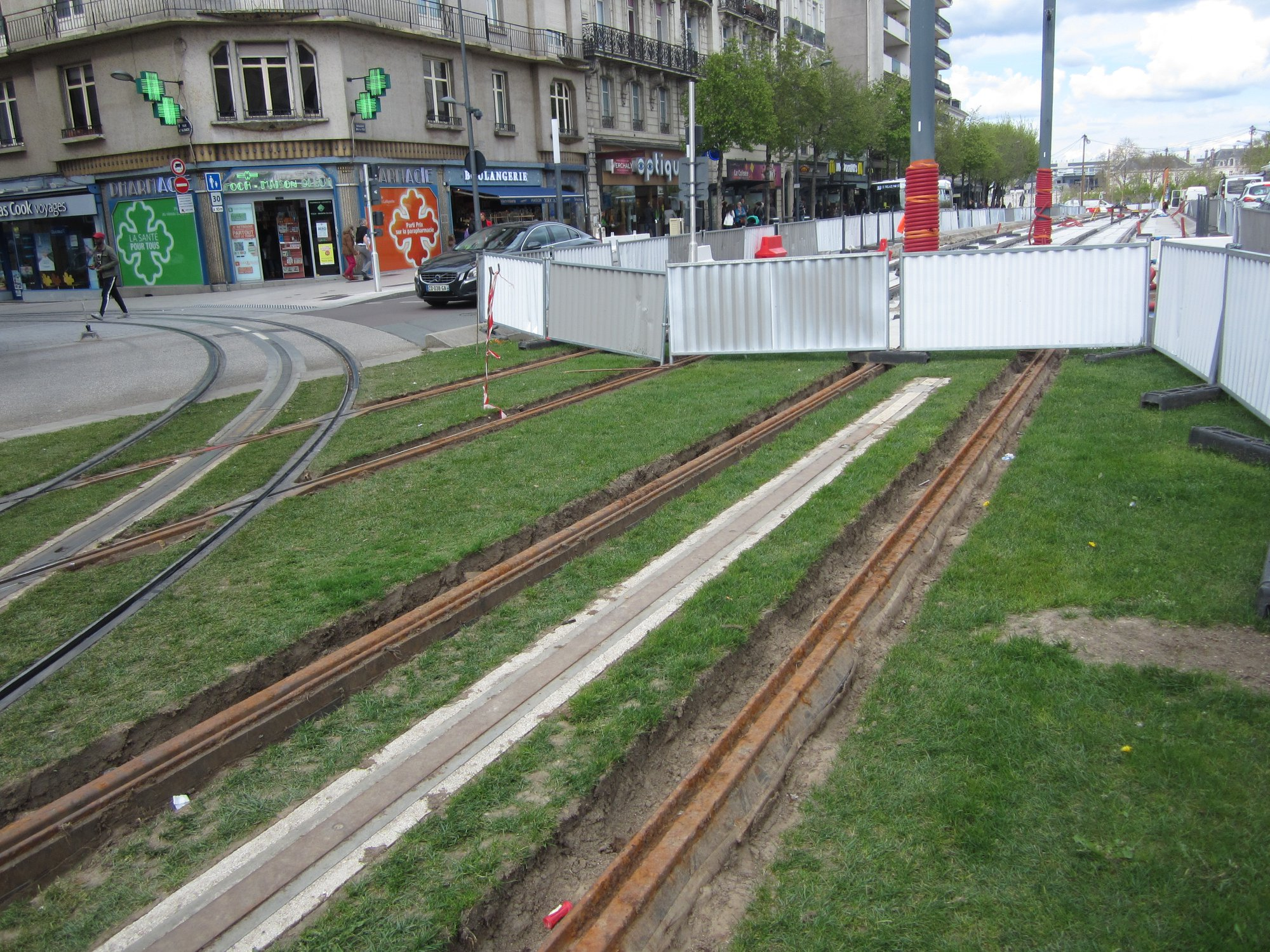
Bifurcation entre les futures lignes A et C.

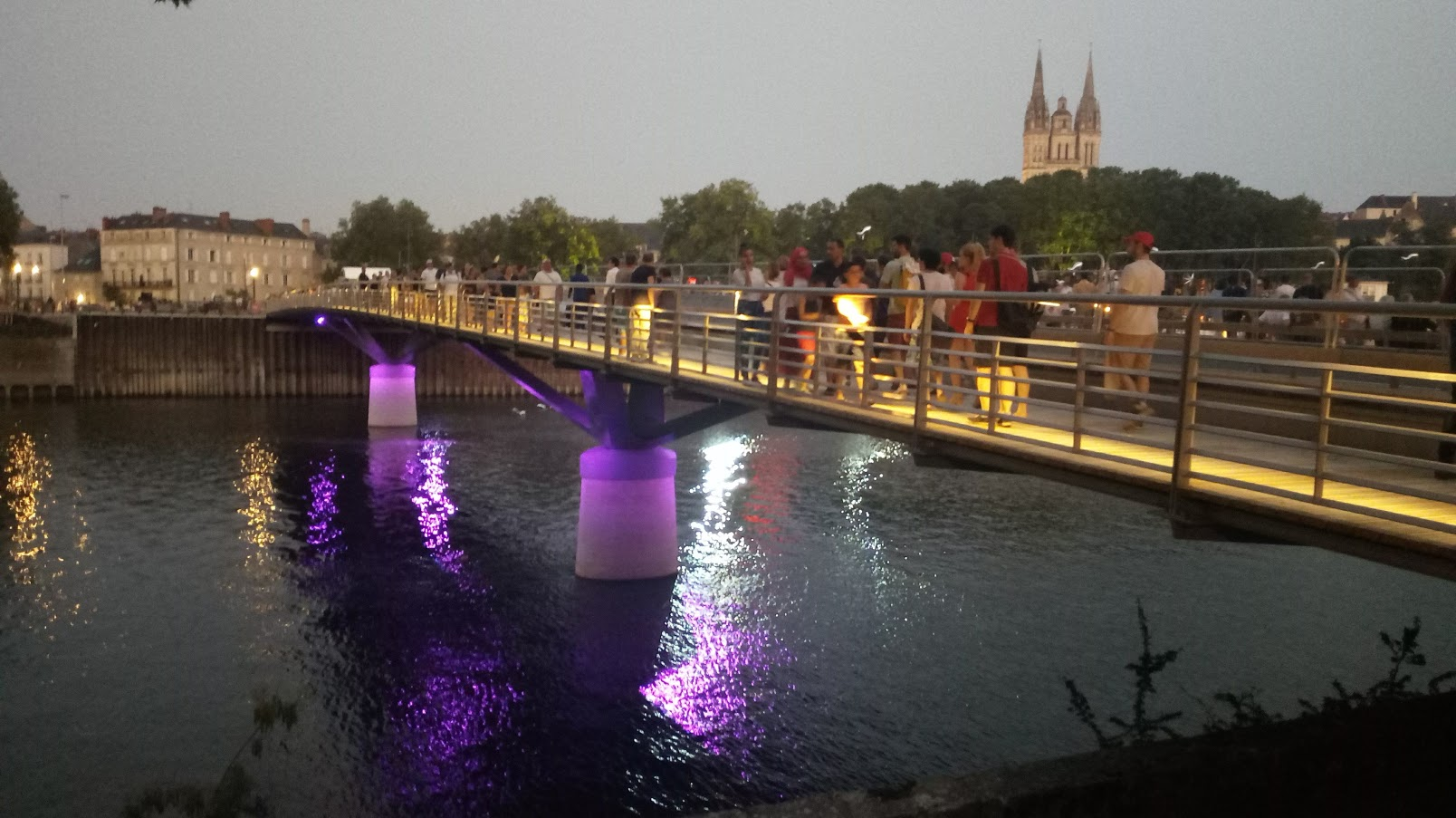
Le pont des Arts et Métiers où passent les lignes B et C.

### Genèse
Alors que les travaux de la première ligne de tramway n'étaient pas encore commencés, le projet d'une seconde ligne de tramway était déjà étudié en 2005. Si le tracé ouest était acquis dans les grandes lignes (desserte de Beaucouzé et de l'Université de Belle-Beille), à l'est, quatre tracés s'affrontent, bataille menée par les maires respectifs des communes traversées : Saint-Sylvain-d'Anjou, Saint-Barthélemy-d'Anjou, Trélazé ou Les Ponts-de-Cé. Certaines associations de quartier comme l'Association des habitants de Monplaisir donnaient aussi de la voix dans la presse locale, estimant nécessaire la construction d'une ligne passant par leur quartier, en mettant en avant les enjeux sociaux.
Une variante du tracé existe cependant à l'ouest : la desserte du futur centre commercial l'Atoll situé sur la commune de Beaucouzé, alors même pas encore en chantier, ou la desserte du centre-ville de cette même commune.

### Tracé de Jean-Claude Antonini

#### Caractéristiques principales
Pour compléter la première ligne de tramway inaugurée en 2011 et d'orientation Nord-Sud, la seconde ligne sera d'orientation Ouest-Est et permettra de relier le principal campus angevin (Belle-Beille, situé à l'ouest de l'agglomération) au centre-ville et à la gare d'un côté, permettra de relier le parc des expositions et le quartier de Monplaisir de l'autre. La longueur de voies nouvelles est alors de 16 km et comportera 31 stations. 700 mètres et deux stations seront communs avec la ligne A. Le temps de parcours sera de 51 minutes (soit une vitesse commerciale de 19 km/h) et nécessitera 22 rames de tramways supplémentaires. L’intervalle envisagée entre deux tramways en heure de pointe est de 7 minutes pour 52 000 voyageurs attendus. Sa construction concernerait plus de 63 000 habitants et 27 000 emplois dans un corridor de 400 mètres aux abords de la ligne.

#### Tracé détaillé

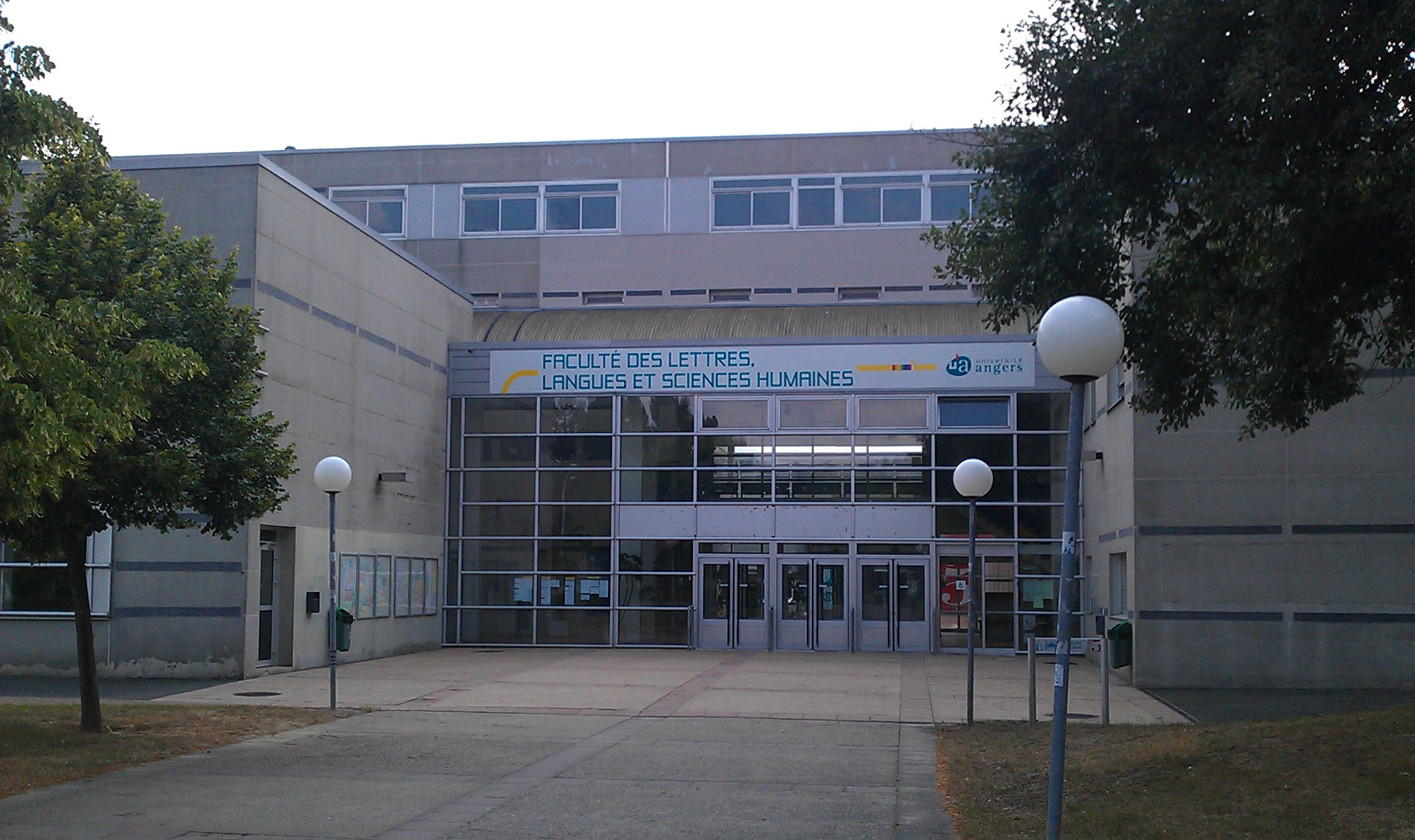
La ligne B dessert le plus gros campus universitaire angevin de Belle-Beille (Angers-Technopôle) afin de désengorger les bus. Ici, La Faculté de lettres, langues et sciences humaines.

Dès 2007, le tracé définitif est dévoilé, de façon non officielle : il passerait par Saint-Sylvain-d'Anjou, au grand dam du maire de Trélazé, persuadé d'être maire de la commune qui a le plus de légitimité à voir arriver le tramway. Ce tracé définitif sera confirmé par un vote du conseil de l'agglomération en juin 2010, présidé alors par Jean-Claude Antonini, maire d'Angers et président de la communauté d'agglomération. À l'ouest, la desserte du centre-ville de Beaucouzé est finalement préférée au centre commercial l'Atoll, selon les souhaits du maire de la commune. À ce moment-là, l'échéance envisagée est 2020, mais cette date reste alors très incertaine.

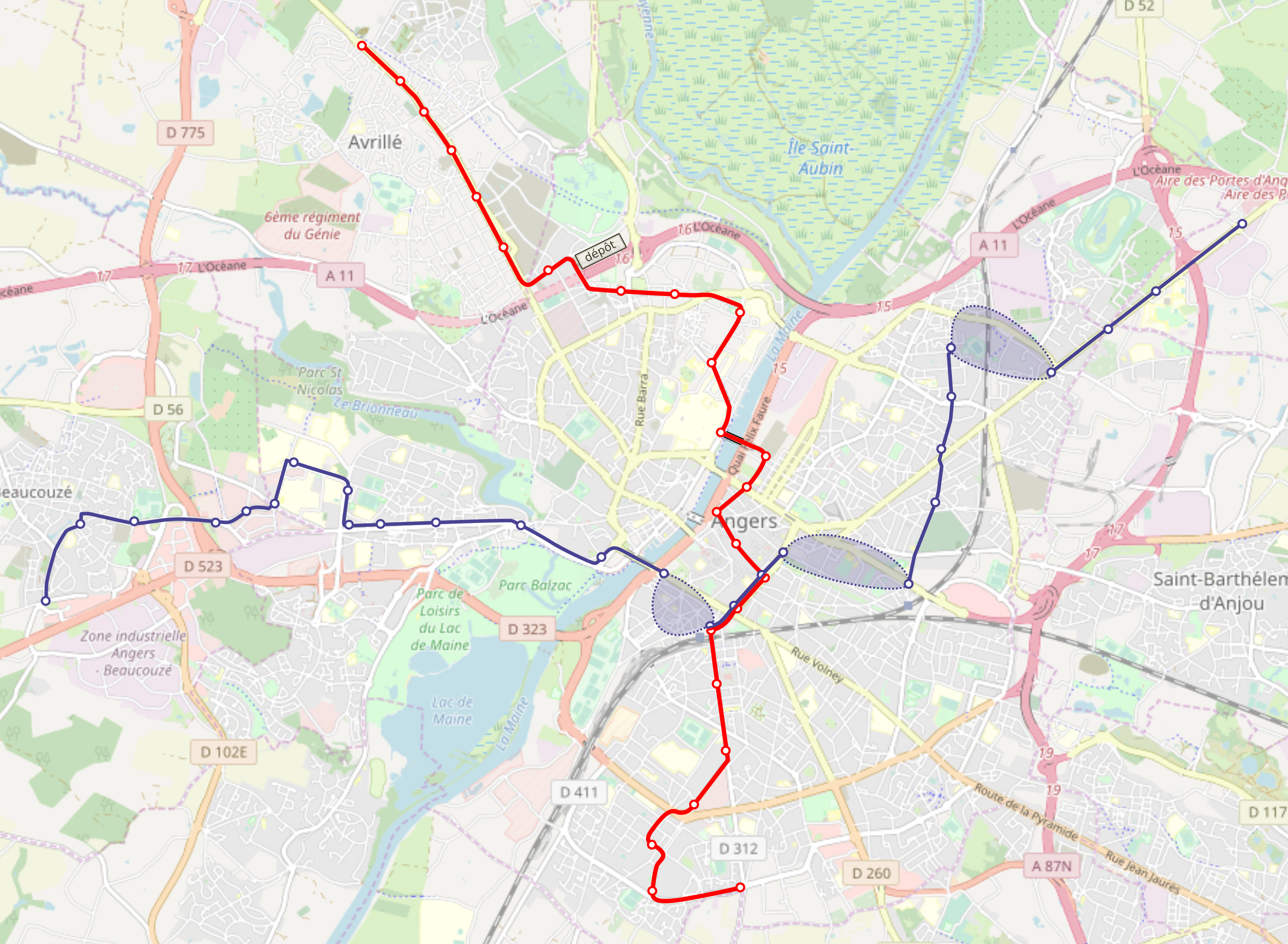
Tracé de la ligne B proposé en 2010. Les zones de couleur présentent les variantes de tracés.

En partant de l'ouest, les voies empruntées sur la commune de Beaucouzé seront la rue du Grand Pin, dans le nouveau quartier des Hauts de Couzé, du Bourg de Paille, l'avenue du grand Périgné et l'avenue du Bois l'Abbé. La ligne pénètrera ensuite sur la commune angevine par la rue André le Nôtre et la rue Lakanal où se trouve l'université et le campus de Belle-Beille.
Trois variantes ont été ensuite envisagées dans le quartier de Belle-Beille : la ligne empruntera une partie du boulevard Beaussier pour rejoindre, soit les rues Pierre Blandin et Eugénie Mansion, au cœur du quartier de Belle-Beille, soit l'avenue du Général Patton, soit l'avenue de Notre-Dame-du-Lac, au Nord de Belle-Beille. Ces deux dernières variantes rejoignent la première au milieu de l'avenue du Général Patton par la rue de Belle-Beille. En 2013, seule la deuxième variante, empruntant la plus grande partie de l’avenue du Général Patton reste envisagée.

La ligne continuera par le boulevard du Bon Pasteur qu'elle quittera pour emprunter l'avenue Yolande d'Aragon et le boulevard Foulques Nerra, dans le quartier récent du Front de Maine, desservant le théâtre du Quai,. Après avoir traversé la Maine par le pont de la Basse-Chaîne, elle remontera le boulevard du Général de Gaulle jusqu’à la place de l'Académie,.

Le tracé envisagé en 2010 prévoit que les rues Marceau et René Brémont soient empruntées pour atteindre la rue Denis Papin, où se trouve la gare SNCF, et rejoindre la ligne A,. En 2013, des variantes sont cependant étudiées sur cette partie du tracé.

La future ligne B aura ensuite deux stations en commun avec la ligne A (Foch - Haras et Foch - Maison Bleue), avant de se débrancher en suivant le boulevard du Maréchal Foch et celui de la Résistance et de la Déportation,,. Toute cette partie du tracé depuis Beaucouzé correspond à la ligne 4 du réseau Irigo de cette époque.
Devant la mairie d'Angers, la ligne obliquera pour prendre les rues du 11 novembre 1918 et Louis Gain puis André Gardot. Une variante, toujours étudiée en 2013, est envisagée, délaissant ces trois rues pour desservir le centre des Congrès et passer par l'avenue Montaigne. Jusque-là d'orientation ouest-est, la ligne oblique désormais complètement vers le nord par la rue Joseph Cussonneau, le boulevard des deux Croix, le boulevard Allonneau, la place de l'Europe, en plein cœur du quartier de Monplaisir,,. Ensuite, la ligne quittera le quartier Monplaisir en empruntant les boulevards Robert Schuman, du Doyenné et de Monplaisir. Jusqu’au boulevard Robert Schuman, le tracé emprunté depuis la gare SNCF correspond au tracé de l’actuelle ligne 1 du réseau Irigo. La ligne empruntera ensuite la rue du Colonel Léon Faye et la rue du Bois l'Abbé qui délimite les communes d'Angers et d'Écouflant. La ligne finira son trajet en empruntant la RD 323 (ex- RN23) sur la commune de Saint-Sylvain-d'Anjou jusqu'au parc des expositions d'Angers. En 2013, une variante entre la place de l'Europe et la RD 323 est encore étudiée, via le carrefour des 7 sonnettes,. Le tracé définitif sera connu à l'été 2014.

#### Financement
La communauté d'agglomération d'Angers Loire Métropole dépose en 2013 un dossier pour obtenir des subventions auprès de l’État dans le cadre de l'appel à projets lancé par le ministère des transports. Le projet est évalué à 358 millions d'euros dont 270 millions seront financés par l'emprunt, ce qui nécessitera d'augmenter de 10 % les impôts locaux versés à la ville d'Angers et à l'agglomération Angers Loire Métropole.
La participation envisagée des différents acteurs du projet est la suivante (en euros 2013) :
- 36 millions d'aide de l'État français ;
- 16 millions de la région des Pays de la Loire ;
- 10 millions de la ville d'Angers ;
- 26 millions d'autofinancement ;
- 270 millions par l'emprunt.

Son coût était estimé à 350 millions d'euros en 2010.

### Études et maîtrise d'œuvre
Le 12 décembre 2012, la communauté d’agglomération vote l'attribution d'une mission d’assistance de maîtrise d’ouvrage au groupement d’entreprises Transamo-Sara-IM Projet déjà désigné lors du projet de la première ligne, permettant de lancer la réalisation des premières études préalables pour 1,12 million d'euros. À l'issue de cette phase d'études préalables, une seconde phase d'études, techniques cette fois, pour 1,13 million d'euros sera nécessaire. La troisième phase du projet attribuée à ce consortium est la phase des travaux proprement dit ; la quatrième étant la phase de parfait achèvement. Ces deux dernières phases coûteront respectivement 4,34 millions d'euros et 337 000 euros. Pour rassurer les détracteurs qui craignent un manque d'argent pour réaliser le projet, Luc Belot, responsable des réseaux de transport publics de la Communauté d'agglomération, rappelle que le projet peut être arrêté à la fin de chacune des phases de l'assistant du maître d’ouvrage.
Mais six mois plus tard, en juillet 2013, c’est une autre tendance qui pointe : celle de l’accélération du projet, afin de bénéficier de l’aide de l’état, garantissant une mise en service avant 2020. Le projet, dont l'estimation du coût est revue à la baisse, passant de 350 à 289 millions d'euros, pourrait bénéficier de 40 millions d'euros de subvention de l'État,.

### Changement de municipalité et réduction du projet
Lors des élections municipales de 2014, le maire sortant, Frédéric Béatse (PS) soutenait le projet de son prédécesseur, Jean-Claude Antonini, qui lui a laissé la mairie d'Angers en janvier 2012. Il est battu par le candidat de la droite Christophe Béchu (UMP). Durant sa campagne, ce dernier propose un tracé moins long et faisant un détour par le quartier de la Doutre. Les études lancées par la précédente équipe municipale s'orientent donc sur ce nouveau tracé dès l'été 2014. Le 13 octobre 2014, à l'occasion d'une délibération amendant celle de 2013 et de la précédente équipe, le nouveau tracé à l'étude est dévoilé aux élus d'Angers Loire Métropole,. La concertation publique pour ce nouveau tracé se déroule donc d'octobre 2014 à mars 2015 et il est alors toujours envisagé une mise en service fin 2019, avec enquête publique au début de 2016.
Par rapport au projet de la précédente équipe, le tracé ne va plus à Beaucouzé d'un côté et au parc des expositions de l'autre : il est limité au trajet Belle-Beille – Monplaisir et ne nécessite plus que 10,1 km de voies nouvelles au lieu de 15,. Au début de l'année 2016, la municipalité annonce le report du projet de 3 ans, sinon cela l'aurait rendu incompatible avec la promesse de ne pas augmenter les impôts locaux mais le projet présenté par la communauté urbaine, succédant à la communauté d'agglomération le 1er janvier 2016, à la chambre de commerce et d'industrie de Maine-et-Loire le 28 janvier 2016 évoque toujours une enquête publique en 2016, le début des travaux en 2017 et une mise en service en 2019. Cependant, le site officiel consacré au projet et mis en ligne en juin 2016 parle bien d'une mise en service en 2022, confirmant une délibération du conseil de la communauté urbaine du 15 février 2016 où seul le pont sur la Maine commencera à être construit dès 2017, pour rester en cohérence avec le calendrier de rénovation urbaine du projet Cœur de Maine. Les fouilles archéologiques commencent en août 2016 et se poursuivent jusqu'en novembre.

### Tracé de Christophe Béchu

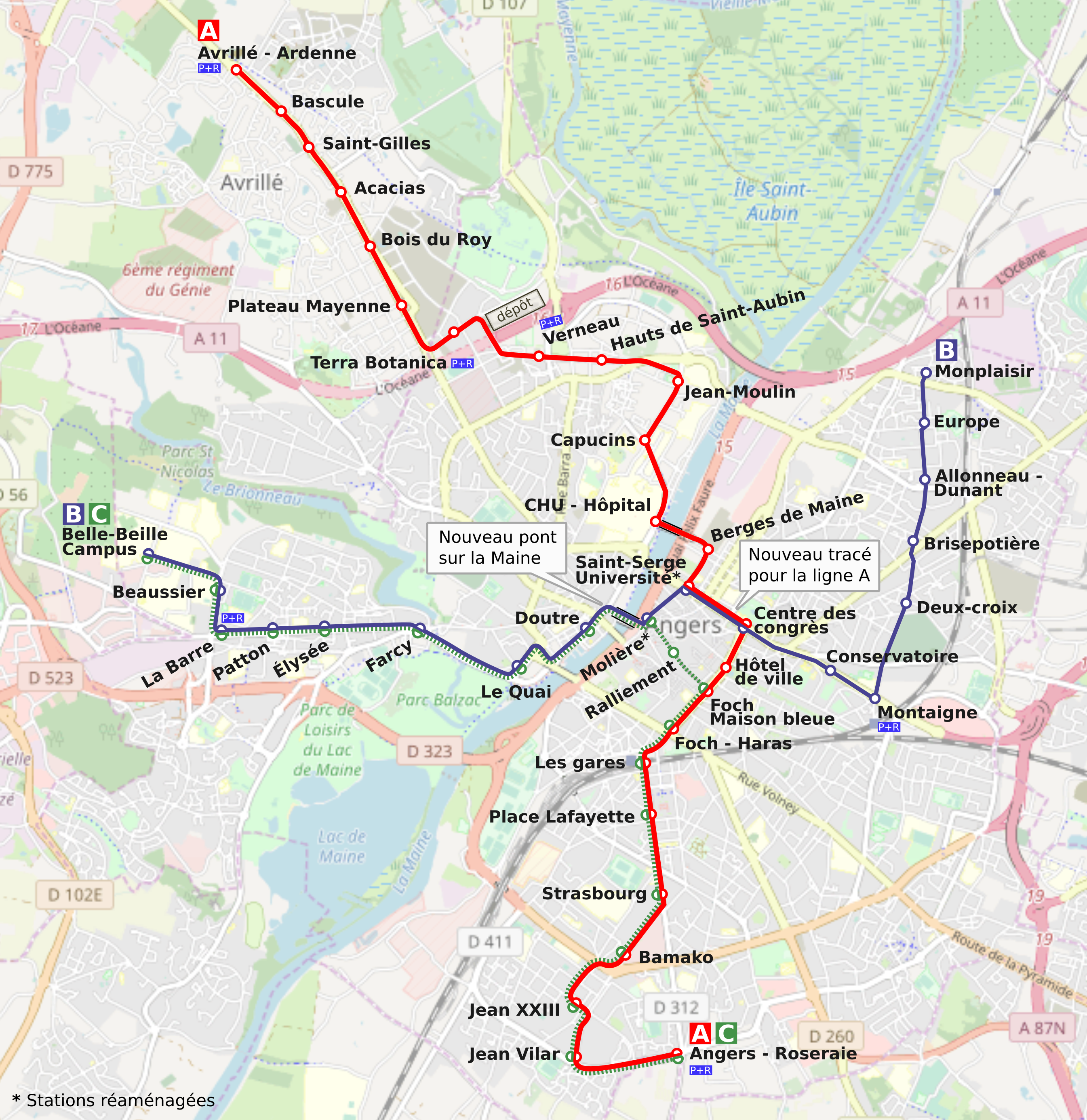
Plan illustrant les trois lignes du tramway d'Angers prévues fin 2022,.

#### Branche Belle-Beille
À l'ouest, le trajet commence rue Joseph Lakanal, sur la commune d'Angers. Le reste du tracé situé plus à l'ouest, sur la commune de Beaucouzé, porté par la précédente équipe municipale, est abandonné. Ensuite, le trajet reste inchangé jusqu'au point de la Basse-Chaîne depuis la décision en 2013 de franchir le quartier de Belle-Beille par l’avenue du Général Patton via le boulevard Victor Beaussier. Mais si l'ancien projet prévoyait de franchir la Maine à cet endroit, le nouveau projet prévoit d'emprunter le boulevard Henri Arnauld jusqu'au début de la Place Larochefoucault où la ligne traverserait La Maine grâce à un nouveau pont. Ce nouveau tracé serait raccordé à la ligne existante à la station Molière et permettrait aussi bien d'aller vers La Roseraie que vers Avrillé grâce à un réaménagement complet du plan de voies.

#### Branche Monplaisir
Le nouveau tracé reprendrait à la station suivante (Saint-Serge-Université), où là aussi, le tramway pourrait venir de l'un ou de l'autre sens pour s'engager sur le nouveau tronçon créé sur les boulevards Ayrault et Carnot. Arrivé au carrefour avec le boulevard Saint-Michel et la Place Pierre Mendès-France, devant le Palais des Congrès, une courte antenne s'y débrancherait pour rejoindre la station Foch-Maison-Bleue existante, le nouveau tracé continuant sur le boulevard Saint-Michel et l'avenue Montaigne, jusqu'au croisement avec la rue Joseph Cussonneau, correspondant à l'une des variantes envisagées du précédent projet,. Le trajet oblique alors plein nord par la rue Joseph Cussonneau, le boulevard des Deux Croix, le boulevard Allonneau et le boulevard Robert Schuman, conservant ainsi l'ancien tracé jusqu'à son nouveau terminus au croisement avec le boulevard de Monplaisir. Le reste du tracé, plus au nord, est donc supprimé. Le nouveau tracé, qui nécessiterait 9,9 km de voies à construire et comporterait 17 nouvelles stations plus deux à restructurer, coûterait 245 millions d'euros HT,.

#### Trois lignes

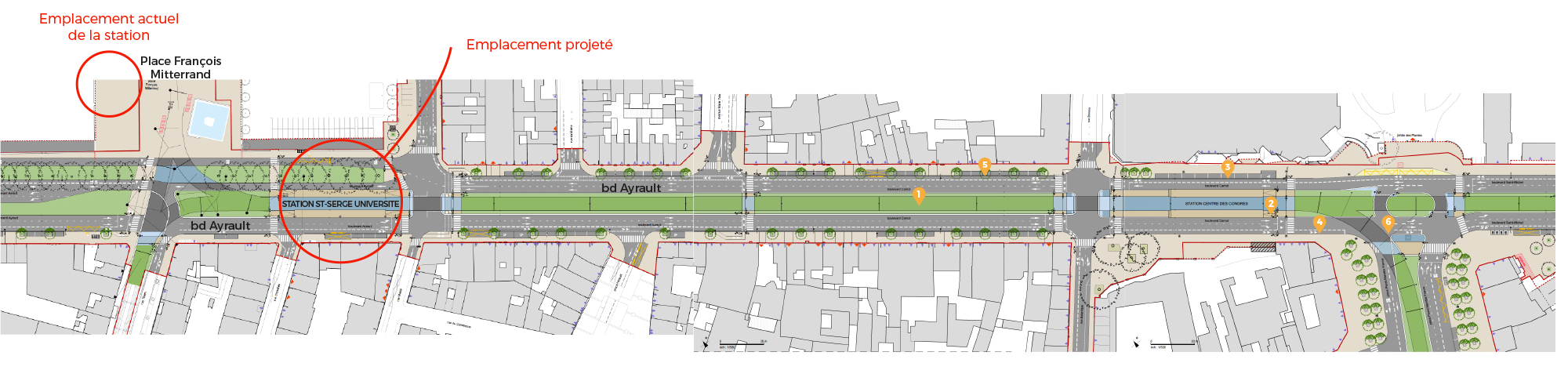
plan Tramway ligne A et B Boulevard Carnot cente ville Angers

Le réseau serait donc composé de quatre branches (La Roseraie, Avrillé, Belle-Beille et Monplaisir) et d'une boucle centrale (mais qui ne permettrait pas de faire une ligne en boucle). Ce nouveau tracé permettrait de faire circuler une ligne A, comme actuellement entre La Roseraie et Avrillé, mais en passant par le centre des Congrès au lieu de la Place du Ralliement. La ligne B emprunterait la quasi-totalité du nouveau tracé de Belle-Beille à Monplaisir. Enfin, la ligne C ferait la liaison entre Belle-Beille et La Roseraie en passant par le Ralliement, délaissé par la ligne A,. Le trafic envisagé pour l'ensemble des trois lignes est de 72 000 voyageurs par jour. La ligne B comprendrait donc 18 stations. Sa mise en service est prévue le 8 juillet 2023,,.

### Travaux
- 20 février 2017 : déclaration d'utilité publique du projet d'extension[33] ;
- août 2017 : début des travaux de création du pont des Arts et Métiers sur la Maine et des aménagements des abords[34] ;
- Août 2018 : début des travaux d'infrastructure[35] ;
- 29 juin 2019 : inauguration du pont des Arts et Métiers[36].
- 8 juillet 2023 : Mise en service, en même temps que la ligne C[37].

## Liste des stations
|  |   |  | Stations                 | Communes | Correspondance(s)                                                                                    | Coordonnées                 |
|  | - |  | ------------------------ | -------- | --- | --------------------------- |
|  | ■ |  | Belle-Beille - Campus    | Angers   | tram C · bus 2                                                                                       | 47° 28′ 43″ N, 0° 36′ 21″ O |
|  | • |  | Beaussier                | Angers   | tram C · bus 6 · bus nuit                                                                            | 47° 28′ 34″ N, 0° 35′ 58″ O |
|  | • |  | La Barre                 | Angers   | tram C · car 35 · car 36 · car 38 · bus nuit · Parc relais                                           | 47° 28′ 24″ N, 0° 35′ 52″ O |
|  | • |  | Patton                   | Angers   | tram C · car 35 · car 36 · car 38 · bus nuit                                                         | 47° 28′ 24″ N, 0° 35′ 31″ O |
|  | • |  | Élysée                   | Angers   | tram C · car 35 · car 36 · car 38 · bus nuit                                                         | 47° 28′ 25″ N, 0° 35′ 13″ O |
|  | • |  | Farcy                    | Angers   | tram C · bus 2 · bus 6 · car 35 · car 36 · car 38 · bus nuit                                         | 47° 28′ 24″ N, 0° 34′ 40″ O |
|  | • |  | Le Quai                  | Angers   | tram C · bus 5 · bus 6 · express 21 · car 33 · car 34 · car 35 · car 36 · car 37 · car 38 · bus nuit | 47° 28′ 18″ N, 0° 34′ 03″ O |
|  | • |  | Doutre                   | Angers   | tram C                                                                                               | 47° 28′ 27″ N, 0° 33′ 39″ O |
|  | • |  | Molière                  | Angers   | tram C                                                                                               | 47° 28′ 26″ N, 0° 33′ 17″ O |
|  | • |  | Saint-Serge - Université | Angers   | tram A · bus 3                                                                                       | 47° 28′ 34″ N, 0° 33′ 02″ O |
|  | • |  | Centre de Congrès        | Angers   | tram A                                                                                               | 47° 28′ 27″ N, 0° 32′ 46″ O |
|  | • |  | Conservatoire            | Angers   | | 47° 28′ 17″ N, 0° 32′ 17″ O |
|  | • |  | Montaigne                | Angers   | bus 2 · bus 7 · Parc relais                                                                          | 47° 28′ 08″ N, 0° 31′ 56″ O |
|  | • |  | Deux-Croix               | Angers   | bus 5                                                                                                | 47° 28′ 31″ N, 0° 31′ 44″ O |
|  | • |  | Brisepotière             | Angers   | bus 4 · bus 5 · express 25 · car 30 · car 31 · car 32                                                | 47° 28′ 44″ N, 0° 31′ 42″ O |
|  | • |  | Allonneau - Dunant       | Angers   | bus 5                                                                                                | 47° 29′ 01″ N, 0° 31′ 37″ O |
|  | • |  | Europe                   | Angers   | bus 5 · navette marché de Monplaisir                                                                 | 47° 29′ 16″ N, 0° 31′ 36″ O |
|  | ■ |  | Monplaisir               | Angers   | bus 12 · navette marché de Monplaisir                                                                | 47° 29′ 28″ N, 0° 31′ 37″ O |

Les coordonnées sont approximatives et les noms des stations peuvent évoluer.